# Winnipesaukee
 Ovo je glavno značenje pojma Winnipesaukee. Za jezero pogledajte Winnipesaukee (jezero).
Winnipesaukee, pleme američkih Indijanaca porodice Algonquian, naseljeno nekada u kraju uz jezero Winnipesaukee ("beautiful water in a high place") u New Hampshireu, gdje su imali nekoliko sela i kampova: Alton Bay, Melvin Village, Wolfeboro Falls, Moultonboro Neck, Lochmere, Laconia i Weirs (Aquadoctan). Aquadoctan je bio najveće zimsko selo zaštićeno od sjeverozapadnih vjetrova, gdje su zimovale mnoge obitelji i skladištile dimljenu, sušenu ribu. Aquadoctan je ostao najveće njihovo selo sve do 1696. kada ga je nekoliko preostalih obitelji, s dva mlada zarobljena Engleza, napustilo i priključilo se plemenu Pequawket na rijeci Saco. 